# Лайза Міннеллі
Лайза Мей Міннеллі (англ. Liza Minnelli; нар. 12 березня 1946) — американська акторка та співачка. Власниця зірки на Голлівудській алеї слави.

## Біографія
Дочка американської кінозірки та співачки Джуді Гарленд й кінорежисера Вінсента Міннеллі, вона з дитинства звикла до знімального майданчика. У трирічному віці Лайза вперше зіграла у кіно. У семирічному — вже танцювала на сцені нью-йоркського театру. У 17 — співала разом з мамою у Лондоні. Мати і дочка змагалися на сцені. І те, що спочатку здавалось добре підготовленою виставою, насправді було протистоянням двох талановитих жінок. Лайза домоглась свого — вона заробила славу власною працею. За виконавську майстерність вона отримала всі головні американські нагороди: «Греммі», «Тоні», «Оскар» і двічі «Золотий глобус». На Голлівудській алеї слави на її честь відкрита зірка.

## Фільмографія
| Рік  |   | Українська назва                     | Оригінальна назва                    | Роль          |
| ---- | - | ------------------------------------ | ------------------------------------ | ------------- |
| 1949 | ф | Старим добрим літом                  | In the Good Old Summertime           |               |
| 1967 | ф | Charlie Bubbles                      | Charlie Bubbles                      |               |
| 1969 | ф | The Sterile Cuckoo                   | The Sterile Cuckoo                   |               |
| 1970 | ф | Tell Me That You Love Me, Junie Moon | Tell Me That You Love Me, Junie Moon |               |
| 1972 | ф | Кабаре                               | Cabaret                              | Саллі Боулз   |
| 1972 | ф | Journey Back to Oz                   | Journey Back to Oz                   |               |
| 1974 | ф | That's Entertainment!                | That's Entertainment!                |               |
| 1975 | ф | Lucky Lady                           | Lucky Lady                           |               |
| 1976 | ф | Silent Movie                         | Silent Movie                         |               |
| 1976 | ф | A Matter of Time                     | A Matter of Time                     |               |
| 1977 | ф | Нью-Йорк, Нью-Йорк                   | New York, New York                   |               |
| 1981 | ф | Артур                                | Arthur                               |               |
| 1982 | ф | Король комедії                       | The King of Comedy                   |               |
| 1984 | ф | The Muppets Take Manhattan           | The Muppets Take Manhattan           |               |
| 1985 | ф | That's Dancing!                      | That's Dancing!                      |               |
| 1985 | ф | A Time to Live                       | A Time to Live                       |               |
| 1987 | ф | Поліцейський за наймом               | Rent-a-Cop                           | Делла Робертс |
| 1988 | ф | Arthur 2: On the Rocks               | Arthur 2: On the Rocks               |               |
| 1991 | ф | Stepping Out                         | Stepping Out                         |               |
| 1994 | ф | A Century of Cinema                  | A Century of Cinema                  |               |
| 1994 | ф | Parallel Lives                       | Parallel Lives                       |               |
| 2006 | ф | Оргазм в Огайо                       | The Oh in Ohio                       |               |
| 2010 | ф | Sex and the City 2                   | Sex and the City 2                   |               |

### англійською мовою
- Freedland, Michael (2003). Liza, with a 'Z': The Traumas and Triumphs of Liza Minnelli. Pavilion Books, 270 pages, ill. ISBN 978-1-8610-5681-8
- Leigh, Wendy (1993). Liza: Born a Star. ‎Dutton, 304 pages. ISBN 978-0-5259-3515-5
- Mair, George (1996). Under the Rainbow: The Real Liza Minnelli. Carol Publishing, 248 pages, ill. ISBN 978-1-5597-2312-1
- Schechter, Scott (2004). The Liza Minnelli Scrapbook. Kensington Books/Citadel Press, 227 pages. ISBN 978-0-8065-2611-9
- Spada, James (1983). Judy and Liza. Doubleday & Co., 232 pages. ISBN 978-0-2839-8993-3